# Condado de Reynolds
O Condado de Reynolds é um dos 114 condados do Estado americano de Missouri. A sede do condado é Centerville, e sua maior cidade é Centerville. O condado possui uma área de 2 109 km² (dos quais 8 km² estão cobertos por água), uma população de 6 689 habitantes, e uma densidade populacional de 3 hab/km² (segundo o censo nacional de 2000). O condado foi fundado em 1845.